# Бурцев, Григорий Степанович
Григорий Степанович Бурцев (28 ноября 1911, дер. Дедилово Тульской губ. — 1991) — организатор сельскохозяйственного производства, Герой Социалистического Труда (1966 год).

## Биография
Окончил Богородицкий сельскохозяйственный техникум по специальности агроном (1938 год). Работал в совхозе «Щеглово» Всеволожского района.
С первых дней Великой Отечественной войны воевал сначала на Ленинградском, потом на 3-м Прибалтийском фронтах в 291-й Гатчинской стрелковой дивизии. Старший лейтенант, капитан административной службы.
После демобилизации снова работал в сельхозпроизводстве. В 1954 году назначен директором отстающего совхоза имени Э. Тельмана, который вскоре стал одним их лучших хозяйств Ленинградской области. Награждён орденом Ленина (1957 год).
В 1961—1962 годах первый заместитель начальника Ленинградского областного управления сельского хозяйства. С 1962 года начальник Пригородного производственного управления сельского хозяйства Леноблисполкома.
В 1969—1971 годах главный агроном совхоза «Ленсоветовский».

## Знаки отличия
- медаль «За оборону Ленинграда» (1942 год);
- орден Красной Звезды (20.09.1944 года);
- орден Отечественной войны, 2 степени (23.05.1945 года);
- Герой Социалистического Труда (1966 год).